# 金基德
金基德（韓語：김기덕，1960年12月20日—2020年12月11日），韓國電影導演及編劇。金基德電影的最大特點是「飢餓精神」，亦即用最低的預算在短時間「戰鬥式」拍攝。比起追求票房上的成功，他更執著於直接甚至殘酷地表現欲望和倫理的衝突；以及人類文明的黑惡面，而這使他的電影風格十分獨特。
金基德的作品經常躋身海外尤其是歐洲的各大國際影展，在歐洲電影節頗有讚譽。金基德是唯一一位囊括世界三大國際電影節榮譽的韓國導演，包括康城「一種關注」大奬、威尼斯最佳影片金獅獎和柏林最佳導演銀熊獎。然而金基德在韓國國內電影圈被視為「局外人」，觀眾對他的作品反應冷淡，影評家的評論也是褒貶不一。到目前為止票房最好的作品為《爛泥情人》，約70萬觀影人次。
2020年12月11日，因感染2019冠狀病毒病，於拉脫維亞病逝，享年59歲。

## 生平
出生於貧窮家庭的金基德，沒有就讀普通初中而選擇農業技術學校，最高學歷不過初中畢業。從15歲起就在漢城（今首爾）九老工業園區和清溪川一帶工廠工作，度過少年時期。曾經夢想成為聖職人員，但沒有完成相關學業，因此作為電影導演拍了《慾海慈航》和《阿門》、《聖殤》完成兒時願望。
20歲時自願加入海軍陸戰隊，服役5年後以軍士階級退伍，接著進入總會神學校神學院就讀，不過當時對畫畫更感興趣，所以在1990年至1992年之間前往法國當起街頭畫家學習繪畫，並且靠賣畫謀生。1992年，在法國看了兩部電影分別是《沉默的羔羊》和《新橋戀人》後，萌生了成為導演的夢想，回到韓國後開始學習創作電影劇本。
未曾受過電影專業學習、毫無經驗的金基德，可說是韓國電影界的奇葩，在1996年推出了導演處女作《鱷魚藏屍日記》。2000年，僅用一天完成了《虛擬復仇事件》的拍攝。剛開始曾受到「業餘電影」、「作品粗糙」等惡評，除了吸引70萬人次觀賞的《爛泥情人》之外，絕大多數作品都遭到韓國觀眾冷眼看待。
2002年，由金基德執導、描述韓國陸戰隊的電影《海岸線》成為釜山國際電影節的開幕片。2004年，憑着《慾海慈航》奪得柏林影展的最佳導演銀熊獎，並於同年的威尼斯影展憑另一部作品《感官樂園》榮獲導演獎，一舉成為國際名導。
2008年，突然蟄居於江原道農村，曾和他一起創作《電影就是電影》的弟子張勳導演轉往和大型電影公司合作而離開自己，因此覺得自己被背叛，以及拍攝《悲夢》中李奈映上吊自殺的戲份時險些喪命，使他做出這項決定。
2011年，時隔三年推出以自傳形式拍攝的紀錄片《阿里郎》，是連照明、音響和編輯皆親自完成的「1人電影」，在第64屆坎城電影節上獲得「一種關注」大奬（和《停在鐵軌上》的德國導演安德里亞斯·德里森共同獲奬），讓他成為第一位囊括世界三大國際電影節榮譽的韓國導演。
2012年，金基德的第18部作品《聖殤》在第69屆威尼斯電影節上榮獲最佳影片金獅獎，是首部獲得威尼斯、戛納、柏林世界三大電影節最高殊榮的韓國電影。韓國商業電影平均製作費40億韓元，而他拍攝此片僅花了1億多韓元，拍攝天數為10天。
2013年，继续讲述家庭欲望、痛苦弥漫、探掘人性黑暗面的《莫比烏斯》因含母子性关系的乱伦场面，曾两次被韩国影像等级委员会判定为“限制上映”，最终经历了三次审议删除了部分场景，调整为“青少年禁止观览”的级别，于9月5日在韩国上映。
2020年，12月11日，傳出金基德在拉脫維亞因感染新冠肺炎病逝的消息，拉脫維亞政府第一時間查詢相關事件是否真確，確認後再通知韓國外交部。據知，金基德在11月20日入境拉脫維亞，計劃取得當地永久居留權，在當地的電影製片人幫助下遷入住所，及後感染新冠肺炎，住院兩天後病情惡化過世，家人和當地朋友才得知其消息。

## 爭議
2018，韓國#Me Too活動延燒，被多名女性指控利用工作職務特權，對她們進行性騷擾及性侵行為。
2018年3月，MBC在《PD手册》栏目中播出了一档名为“电影导演金基德，大师的真面目”的节目。
早在2018年1月，金基德被《莫比乌斯》演员A起诉暴力致伤、名誉损毁。检方最终认定金基德导演在片场搧了A两次耳光，判定金基德支付500万韩币的罚金。
在这档节目中，A曝光了诉讼案件背后更惊人的事实。此前A起诉金基德以演技指导为由搧其耳光，强制拍摄未经演员同意的床戏，致使其不堪忍受而放弃出演《莫比乌斯》。而事实上，A指控金基德施暴的真正理由是其要求发生性关系被拒绝。
A称，《莫比乌斯》拍摄前的2013年3月初，在一次酒桌小聚结束后，金导演将其拉到自己的住处，让她与另外一名女性剧组成员陪睡。A说：“我想离开，金导演就出来抓住我，拦着门说‘三个一起睡’，之后一直说要发生性关系。”
曾在金基德的影片中得到角色的B说，其在没有经纪人的情况下与金基德在咖啡馆会面，在将近两个小时的时间里，后者不停的在说让人感到羞耻的性话题。她回忆道：“我说要去洗手间然后就离开了咖啡馆，之后一个月的时间打不起精神。”
C则指控了与金基德在《鳄鱼》《野生动物保护区域》《岛》《收件人不不详》《坏小子》《莫比乌斯》中有过多次合作的曹在显。C讲述：“金导演和曹在显，曹在显的经纪人每天晚上都来敲我的房门，独自一人的时候因为不知道谁会找上门来而感到不安，害怕，好像在地狱，”随后她还表示，“因为执着于性关系，好像相比电影，这件事才是目的。”

## 作品列表

### 導演作品
| 年份 | 電影名稱                                                | 演員                               | 備註                                                |
| ---- | ------------------------------------------------------- | ---------------------------------- | --------------------------------------------------- |
| 1996 | 鳄魚藏尸日记 （악어，即“鱷魚”） Crocodile                   | 曹在顯 全茂松 安在宏 禹允慶        |                                                     |
| 1997 | 野獸之都（야생동물 보호구역，即“野生動物保護區域”） Wild Animals         | 曹在顯 張東直                      |                                                     |
| 1998 | 情色屋簷下（파란대문，即“藍色大門”） Birdcage Inn               | 李知恩 李慧殷                      |                                                     |
| 2000 | 漂流慾室（섬，即“島”） The Isle                           | 徐情 金佑錫                        |                                                     |
| 2000 | 虛擬復仇事件（실제상황，即“實際生活”） Real Fiction             | 朱鎮模                             |                                                     |
| 2001 | 打回頭的情書（수취인불명，即“收取人不明”） Address Unknown        | 梁東根 班敏晶 金永敏 曹在顯 房恩真 |                                                     |
| 2002 | 爛泥情人（나쁜남자，即“壞男人”） Bad Guy                        | 曹在顯 徐元                        |                                                     |
| 2002 | 海岸線（해안선） The Coast Guard                              | 張東健                             | 釜山電影節開幕電影                                  |
| 2003 | 春夏秋冬又一春（봄여름가을겨울그리고봄） Spring Summer Fall Winter and Spring | 吳英修 金基德 金永敏 徐在京 何麗珍 |                                                     |
| 2004 | 慾海慈航（사마리아，即“撒瑪利亞”） Samaria                      | 李孽 郭智敏 韓如凜                 | 柏林影展最佳導演銀熊獎                              |
| 2004 | 感官樂園（빈집，即“空屋”） 3-Iron                           | 李丞涓 在喜 權赫鎬                 | 威尼斯影展最佳導演獎                                |
| 2005 | 情慾穿心箭（활，即“弓”） The Bow                          | 全成煥 韓如凜 徐芝釋               |                                                     |
| 2006 | 慾望的謊容（시간，即“時間”） Time                           | 成賢娥 河正宇                      |                                                     |
| 2007 | 呼吸（숨） Breath                                         | 張震 朴智雅 河正宇                 |                                                     |
| 2008 | 悲梦（비몽） Sad Dream                                      | 小田切讓 李奈映                    |                                                     |
| 2011 | 阿里郎（아리랑） Arirang                                      | 金基德                             | 第64屆坎城電影節一種注目單元之最佳影片              |
| 2011 | 阿門（아멘） Amen                                           | 金藝娜                             |                                                     |
| 2012 | 聖殤（피에타） Pieta                                          | 趙敏修 李廷鎮                      | 第69届威尼斯电影节金狮奖 第33屆青龍電影獎最佳影片獎 |
| 2013 | 莫比烏斯（뫼비우스） Moebius                                    | 曹在顯 李恩雨 徐英周               | 第70届威尼斯电影节非竞赛片                          |
| 2014 | 一對一（일대일） One On One                                   | 馬東錫 金永敏                      | 第71届威尼斯电影节非竞赛片                          |
| 2016 | 困獸之網（그물） The Net                                    | 柳承範 李源根                      | 第37屆波爾圖國際奇幻影展最佳影片、最佳男主角        |
| 2018 | 末日飛船（인간,공간,시간 그리고 인간） Human, Space, Time and Human               | 張根碩 藤井美菜 安聖基 柳承範      | 第68屆柏林影展電影大觀單元                          |

### 其他作品
| 年份 | 電影名稱         | 演員          | 備註                 |
| ---- | ---------------- | ------------- | -------------------- |
| 2008 | 美麗（）         | 車秀妍 李天熙 | 製作、原作           |
| 2008 | 電影就是電影（） | 蘇志燮 姜至奐 | 劇本、製作投資、製作 |
| 2011 | 豐山犬（）       | 尹啟相 金奎吏 | 投資、製作、劇本     |
| 2013 | 演員就是演員（배우는 배우다） | 李準 徐令姬   | 製作、劇本           |
| 2013 | 紅色家族（）     | 金有美 鄭宇   | 製作                 |
| 2014 | 神的禮物（）     | 李恩雨 全秀珍 | 製作、劇本           |

## 評審
- 2015年北京國際電影節評審委員

## 外部連結
- 韓國映畫：金基德簡歷 （页面存档备份，存于）
- IMDb （页面存档备份，存于）
- Kim Ki-Duk's Two Trilogies
- Review of Kim Ki-duk's Time （页面存档备份，存于）
- Working Biography （页面存档备份，存于）